# Parma Associazione Calcio 1979-1980
Questa voce raccoglie le informazioni riguardanti il Parma Associazione Calcio nelle competizioni ufficiali della stagione 1979-1980.

## Stagione
Dagli altari della promozione, alla polvere della retrocessione. Mesto ritorno in terza serie del Parma, al termine della stagione 1979-80, penultimo in classifica con 27 punti, retrocesso con Matera e Ternana. In Serie A sono saliti il Como con 48 punti, la Pistoiese con 46 ed il Brescia con 45 punti in classifica.
In panchina viene confermato Cesare Maldini, la squadra crociata paga in mezzo al campo la partenza di Carlo Ancelotti, che è stato ceduto alla Roma. La difesa subisce troppo ed il Parma affonda. Ai primi di marzo il presidente Ernesto Ceresini ed il diesse Paolo Borea esonerano Cesare Maldini, e affidano i ducali a Tom Rosati, un tecnico esperto della categoria, che tuttavia non riesce nell'impresa di rivitalizzare l'ambiente.
Anche la Coppa Italia ha riservato poche soddisfazioni ai tifosi parmensi, nel secondo girone di qualificazione, giocato prima del campionato il Parma ha ottenuto solo due pareggi e due sconfitte, nel raggruppamento che ha promosso ai Quarti di finale il Torino.

## Rosa
| N. |                   | Ruolo | Calciatore           |
| -- | ----------------- | ----- | -------------------- |
| -  | Italia (bandiera) | P     | Alessandro Zaninelli |
| -  | Italia (bandiera) | P     | Lamberto Boranga     |
| -  | Italia (bandiera) | D     | Mauro Agretti        |
| -  | Italia (bandiera) | D     | Antonio Baldoni      |
| -  | Italia (bandiera) | D     | Bruno Caneo          |
| -  | Italia (bandiera) | D     | Antonio Matteoni     |
| -  | Italia (bandiera) | D     | Marino Marlia        |
| -  | Italia (bandiera) | D     | Roberto Petrolini    |
| -  | Italia (bandiera) | C     | Walter Casaroli      |
| -  | Italia (bandiera) | C     | Ernesto Foglia       |

| N. |                   | Ruolo | Calciatore       |
| -- | ----------------- | ----- | ---------------- |
| -  | Italia (bandiera) | C     | Antonio Masala   |
| -  | Italia (bandiera) | C     | Lucio Mongardi   |
| -  | Italia (bandiera) | C     | Roberto Parlanti |
| -  | Italia (bandiera) | C     | Italo Toscani    |
| -  | Italia (bandiera) | C     | Marco Torresani  |
| -  | Italia (bandiera) | C     | Sergio Zuccheri  |
| -  | Italia (bandiera) | A     | Fabio Bonci      |
| -  | Italia (bandiera) | A     | Fabio Borzoni    |
| -  | Italia (bandiera) | A     | Daniele Giroldi  |
| -  | Italia (bandiera) | A     | Mario Scarpa     |

## Risultati

### Serie B

#### Girone di andata
| Arbitro: | Paparesta (Bari) |

|                        |           |              |
| Scarpa 14’ Toscani 88’ | Marcatori | 36’ De Biasi |

| Arbitro: | Parussini (Udine) |

|                                      |           |              |
| Miceli 59’ P. Piras 81’ Biagetti 81’ | Marcatori | 90’ Casaroli |

| Arbitro: | Lanese (Messina) |

|  |           |                |
|  | Marcatori | 89’ G. Sartori |

| Arbitro: | Colasanti (Roma) |

|                             |           |  |
| Montesano 13’ Magherini 78’ | Marcatori |  |

| Arbitro: | Menicucci (Firenze) |

|                                          |           |  |
| Sabatini 18’ L. Marangon 80’ Maruzzo 90’ | Marcatori |  |

| Arbitro: | Vallesi (Pisa) |

|             |           |                    |
| Borzoni 75’ | Marcatori | 83’ (aut.) Baldoni |

| Arbitro: | Tani (Livorno) |

|              |           |  |
| Casaroli 65’ | Marcatori |  |

| Arbitro: | Lombardo (Marsala) |

|            |           |  |
| Florio 25’ | Marcatori |  |

| Parma 11 novembre 1979 9ª giornata | Parma                 | 0 – 0 | Como | Stadio Ennio Tardini\| Arbitro: \| Ballerini (La Spezia) \| |
| Arbitro:                           | Ballerini (La Spezia) |       |      |                                                             |

| Arbitro: | Castaldi (Vasto) |

|              |           |  |
| A. Scala 85’ | Marcatori |  |

| Arbitro: | Falzier (Treviso) |

|            |           |            |
| Scarpa 67’ | Marcatori | 42’ Libera |

| Arbitro: | Magni (Bergamo) |

|           |           |             |
| Caneo 23’ | Marcatori | 56’ Barbana |

| Arbitro: | Pairetto (Torino) |

|             |           |             |
| Legnani 87’ | Marcatori | 77’ Baldoni |

| Arbitro: | Tani (Livorno) |

|             |           |  |
| Casaroli 7’ | Marcatori |  |

| Arbitro: | Parussini (Udine) |

|                 |           |  |
| F. Chimenti 46’ | Marcatori |  |

| Arbitro: | Mattei (Macerata) |

|           |           |  |
| Bonci 37’ | Marcatori |  |

| Arbitro: | Milan (Treviso) |

|               |           |                   |
| A. Bordon 40’ | Marcatori | 46’ (rig.) Marlia |

| Arbitro: | Falzier (Treviso) |

|  |           |              |
|  | Marcatori | 17’ Acanfora |

| Pistoia 27 gennaio 1980 19ª giornata | Pistoiese       | 0 – 0 | Parma | Stadio Comunale\| Arbitro: \| Facchin (Udine) \| |
| Arbitro:                             | Facchin (Udine) |       |       |                                                  |

#### Girone di ritorno
| Arbitro: | Mattei (Macerata) |

|                |           |               |
| Penzo 12’, 60’ | Marcatori | 38’ Torresani |

| Arbitro: | Colasanti (Roma) |

|              |           |                   |
| Parlanti 42’ | Marcatori | 7’ Re 11’ Cannito |

| Arbitro: | Menicucci (Firenze) |

|                                                      |           |  |
| Genzano 49’ Orlandi 55’, 79’ Chiorri 64’ Sartori 77’ | Marcatori |  |

| Arbitro: | Magni (Bergamo) |

|            |           |  |
| Toscani 6’ | Marcatori |  |

| Arbitro: | Tani (Livorno) |

|                               |           |                          |
| Scarpa 34’ Torresani 63’, 70’ | Marcatori | 53’ Ravot 71’ Redeghieri |

| Arbitro: | Materassi (Firenze) |

|                                         |           |  |
| D'Angelo 22’ (rig.) Parlanti 66’ (aut.) | Marcatori |  |

| Arbitro: | Castaldi (Vasto) |

|          |           |  |
| Oddi 80’ | Marcatori |  |

| Arbitro: | Panzino (Catanzaro) |

|           |           |             |
| Bonci 88’ | Marcatori | 7’ Raffaele |

| Arbitro: | Menegali (Roma) |

|                |           |                                    |
| Cavagnetto 89’ | Marcatori | 46’ (rig.) Marlia 66’ (aut.) Volpi |

| Parma 5 aprile 1980 29ª giornata | Parma                 | 0 – 0 | Atalanta | Stadio Ennio Tardini\| Arbitro: \| Ballerini (La Spezia) \| |
| Arbitro:                         | Ballerini (La Spezia) |       |          |                                                             |

| Arbitro: | Tonolini (Milano) |

|              |           |  |
| Tavarilli 9’ | Marcatori |  |

| Arbitro: | Longhi (Roma) |

|                             |           |  |
| Bergamaschi 43’ Cannata 80’ | Marcatori |  |

| Arbitro: | Pieri (Genova) |

|                         |           |                                               |
| Baldoni 19’ Borzoni 42’ | Marcatori | 8’ Pedrazzini 64’ (aut.) Parlanti 85’ Bilardi |

| Ferrara 4 maggio 1980 33ª giornata | SPAL            | 0 – 0 | Parma | Stadio Comunale\| Arbitro: \| Facchin (Udine) \| |
| Arbitro:                           | Facchin (Udine) |       |       |                                                  |

| Parma 11 maggio 1980 34ª giornata | Parma            | 0 – 0 | Sambenedettese | Stadio Ennio Tardini\| Arbitro: \| Colasanti (Roma) \| |
| Arbitro:                          | Colasanti (Roma) |       |                |                                                        |

| Arbitro: | Materassi (Firenze) |

|                        |           |              |
| Nela 9’ Russo 84’, 86’ | Marcatori | 69’ Casaroli |

| Arbitro: | Ciulli (Roma) |

|             |           |             |
| Borzoni 68’ | Marcatori | 79’ G. Gori |

| Arbitro: | Paparesta (Bari) |

|                                          |           |                       |
| D. Gorin 63’ Monelli 73’ F. Vincenzi 79’ | Marcatori | 46’ Caneo 65’ Borzoni |

| Arbitro: | Rufo (Roma) |

|                  |           |            |
| Mosti 31’ (aut.) | Marcatori | 56’ Cesati |

### Coppa Italia

#### Secondo Girone
| 22 agosto 1979 1ª giornata |  | – Turno riposo Parma |  |  |

| Arbitro: | Castaldi (Vasto) |

|  |           |           |
|  | Marcatori | 71’ Orazi |

| Arbitro: | Colasanti (Roma) |

|                 |           |             |
| Magistrelli 59’ | Marcatori | 84’ Baldoni |

| Parma 5 settembre 1979 4ª giornata | Parma             | 0 – 0 referto | Palermo | Stadio Ennio Tardini\| Arbitro: \| Parussini (Udine) \| |
| Arbitro:                           | Parussini (Udine) |               |         |                                                         |

| Arbitro: | Agnolin (Bassano del Grappa) |

|                                    |           |  |
| F. Graziani 24’ (rig.) P. Sala 88’ | Marcatori |  |

## Statistiche

### Statistiche di squadra
| Competizione | Punti | In casa | In casa | In casa | In casa | In casa | In casa | In trasferta | In trasferta | In trasferta | In trasferta | In trasferta | In trasferta | Totale | Totale | Totale | Totale | Totale | Totale | DR  |
| Competizione | Punti | G       | V       | N       | P       | Gf      | Gs      | G            | V            | N            | P            | Gf           | Gs           | G      | V      | N      | P      | Gf     | Gs     | DR  |
| ------------ | ----- | ------- | ------- | ------- | ------- | ------- | ------- | ------------ | ------------ | ------------ | ------------ | ------------ | ------------ | ------ | ------ | ------ | ------ | ------ | ------ | --- |
| Serie B      | 27    | 19      | 6       | 9       | 4       | 18      | 16      | 19           | 1            | 4            | 14           | 9            | 33           | 38     | 7      | 13     | 18     | 27     | 49     | -22 |
| Coppa Italia | 2     | 2       | 0       | 1       | 1       | 0       | 1       | 2            | 0            | 1            | 1            | 1            | 3            | 4      | 0      | 2      | 2      | 1      | 4      | -3  |
| Totale       |       | 21      | 6       | 10      | 5       | 18      | 17      | 21           | 1            | 5            | 15           | 10           | 36           | 42     | 7      | 15     | 20     | 28     | 53     | -25 |

### Statistiche dei giocatori
| Giocatore     | Serie B  | Serie B | Serie B     | Serie B    | Coppa Italia | Coppa Italia | Coppa Italia | Coppa Italia | Totale   | Totale | Totale      | Totale     |
| Giocatore     | Presenze | Reti    | Ammonizioni | Espulsioni | Presenze     | Reti         | Ammonizioni  | Espulsioni   | Presenze | Reti   | Ammonizioni | Espulsioni |
| ------------- | -------- | ------- | ----------- | ---------- | ------------ | ------------ | ------------ | ------------ | -------- | ------ | ----------- | ---------- |
| M. Agretti    | 20       | 0       | ?           | ?          | 2            | 0            | ?            | ?            | 22       | 0      | ?           | ?          |
| A. Baldoni    | 32       | 2       | ?           | ?          | 3            | 1            | ?            | ?            | 35       | 3      | ?           | ?          |
| F. Bertinelli | 2        | 0       | ?           | ?          | -            | -            | -            | -            | 2        | 0      | 0+          | 0+         |
| F. Bonci      | 22       | 2       | ?           | ?          | 1            | 0            | ?            | ?            | 23       | 2      | ?           | ?          |
| L. Boranga    | 15       | -16     | ?           | ?          | -            | -            | -            | -            | 15       | -16    | 0+          | 0+         |
| F. Borzoni    | 23       | 4       | ?           | ?          | 3            | 0            | ?            | ?            | 26       | 4      | ?           | ?          |
| B. Caneo      | 24       | 2       | ?           | ?          | 4            | 0            | ?            | ?            | 28       | 2      | ?           | ?          |
| W. Casaroli   | 29       | 4       | ?           | ?          | 3            | 0            | ?            | ?            | 32       | 4      | ?           | ?          |
| L. Consigli   | 2        | 0       | ?           | ?          | -            | -            | -            | -            | 2        | 0      | 0+          | 0+         |
| E. Foglia     | 6        | 0       | ?           | ?          | 1            | 0            | ?            | ?            | 7        | 0      | ?           | ?          |
| D. Giraldi    | 2        | 0       | ?           | ?          | -            | -            | -            | -            | 2        | 0      | 0+          | 0+         |
| V. Gussoni    | 2        | 0       | ?           | ?          | -            | -            | -            | -            | 2        | 0      | 0+          | 0+         |
| M. Marlia     | 24       | 2       | ?           | ?          | 4            | 0            | ?            | ?            | 28       | 2      | ?           | ?          |
| A. Masala     | 9        | 0       | ?           | ?          | 4            | 0            | ?            | ?            | 13       | 0      | ?           | ?          |
| A. Matteoni   | 27       | 0       | ?           | ?          | 3            | 0            | ?            | ?            | 30       | 0      | ?           | ?          |
| L. Mongardi   | 28       | 0       | ?           | ?          | 4            | 0            | ?            | ?            | 32       | 0      | ?           | ?          |
| R. Parlanti   | 31       | 1       | ?           | ?          | 2            | 0            | ?            | ?            | 33       | 1      | ?           | ?          |
| R. Petrolini  | 9        | 0       | ?           | ?          | -            | -            | -            | -            | 9        | 0      | 0+          | 0+         |
| M. Scarpa     | 27       | 3       | ?           | ?          | 4            | 0            | ?            | ?            | 31       | 3      | ?           | ?          |
| M. Torresani  | 35       | 3       | ?           | ?          | 4            | 0            | ?            | ?            | 39       | 3      | ?           | ?          |
| I. Toscani    | 32       | 2       | ?           | ?          | 4            | 0            | ?            | ?            | 36       | 2      | ?           | ?          |
| A. Zaninelli  | 23       | -32     | ?           | ?          | 4            | -4           | ?            | ?            | 27       | -36    | ?           | ?          |
| S. Zuccheri   | 27       | 0       | ?           | ?          | 2            | 0            | ?            | ?            | 29       | 0      | ?           | ?          |